# Earle Foxe
Earle Foxe (25 de dezembro de 1891 — 10 de dezembro de 1973) foi um ator de cinema e de teatro estadunidense que iniciou sua carreira na era do cinema mudo, alcançando a era sonora. Atuou em 161 filmes entre 1912 e 1946.

## Biografia
Foxe nasceu Earl Aldrich Fox em Oxford, Ohio, filho de Charles Aldrich Fox, originário de Flint, Michigan, e Eva May Herron. Sua meia irmã mais velha, Ethel May Fox, foi professora de música, nascida em Michigan, filha de Charles Aldrich Fox e Katie Eldridge. Foxe foi educado na Universidade do Estado de Ohio, entrou para uma companhia teatral e fez sucesso no palco, atuando ao lado de Douglas Fairbanks, antes de começar no cinema.
No cinema, seu primeiro filme foi The Street Singer, em 1912, para a Kalem Company. Além da Kalem, atuou pelo Vitagraph Studios, Majestic Motion Picture Company & Reliance Film Company, Selig Polyscope Company, Columbia Pictures, Universal Pictures, entre outras. Atuou em vários filmes de D. W. Griffith, tais como Home, Sweet Home (1914) e The Escape (1914). Trabalhou no seriado The Fatal Ring, ao lado de Pearl White, em 1917.
Em Nova Iorque, participou do Lambs Club, uma sociedade que agregava atores, músicos e outros ligados à arte, nos anos 1920, mas mudou-se para a Califórnia em 1922 e assinou contrato com a Fox Film Corporation, onde atuou em filmes como The Fight (1924) e The Last Man on Earth (1924), entre outros. Seu último filme foi My Darling Clementine, em 1946, num pequeno papel não creditado.
Na Broadway, atuou nas peças Dancing Around, em 1914; Come Seven, em 1920; Princess Virtue, em 1921.

## Vida pessoal e morte
Casou com Gladys Borum em 1923 e mais tarde adotou legalmente o filho dela, Chester E. Foxe.
Foi um dos fundadores do Black-Foxe Military Institute, uma escola militar para garotos em Hollywood, em 1928.
Morreu em 10 de dezembro de 1973, em Los Angeles, Califórnia, e foi cremado.

## Filmografia

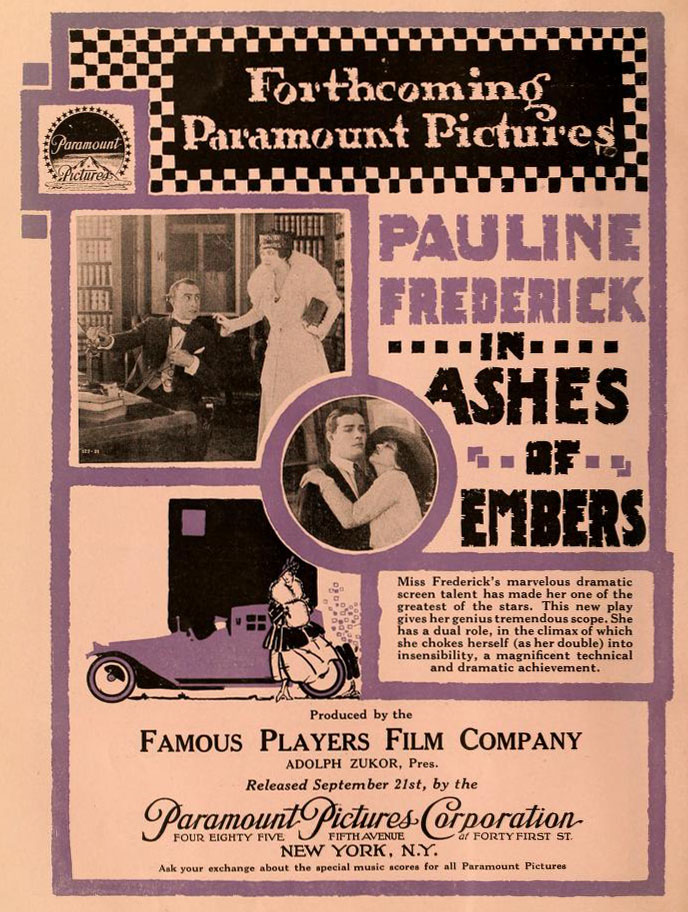
Cartaz do filme Ashes of Embers (1916), em que Earle Foxe atuou

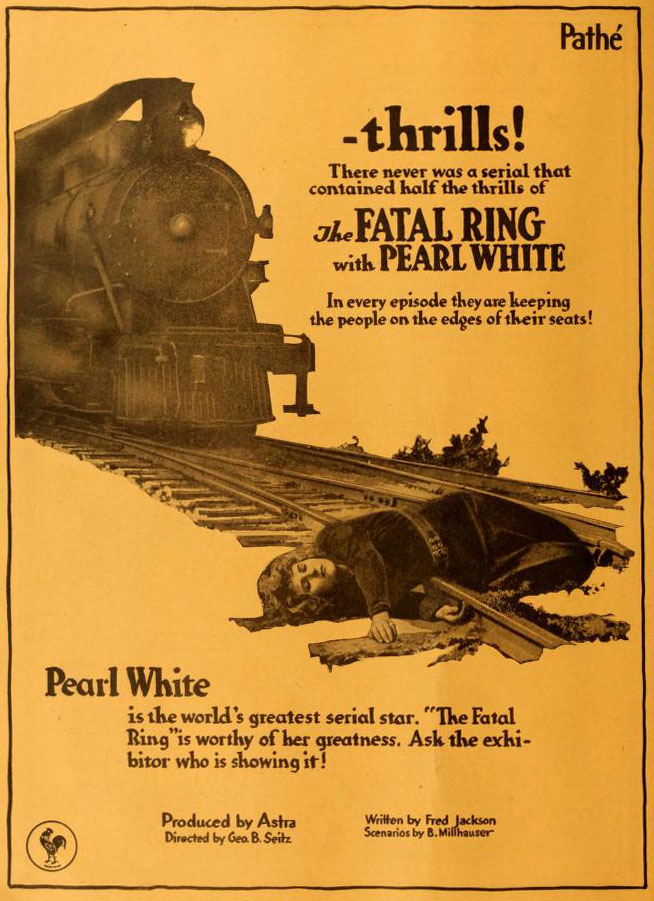
Cartaz do seriado The Fatal Ring, de 1917, em que Earle atuaou ao lado de Pearl White.

### 1940s
- My Darling Clementine (1946) (não-creditado) .... Jogador
- Military Academy (1940) .... Maj. Dover

### 1930s
- Lady Behave! (1937)[5] (não-creditado)
- Dangerously Yours (1937) .... Eddie
- Murder Goes to College (1937) .... Tom Barry
- We're on the Jury (1937) .... Mr. Thomas Jeffreys
- The Mighty Treve (1937) (como Earle Fox) .... Judson
- Crack-Up (1936) .... Operativo #30
- Fifteen Maiden Lane (1936) (não-creditado)
- Mary of Scotland (1936) .... Earl of Kent
- The Golden Arrow (1936) .... Alfred 'Pat' Parker
- The Informer (1935) (não-creditado) .... Oficial britânico
- Bright Eyes (1934) (não-creditado) .... Bond Man
- Love Time (1934) .... Sargento
- Counsel on De Fence (1934)
- You Belong to Me (1934) (não-creditado)
- Little Man, What Now? (1934) (não-creditado) .... Francês
- Missouri Nightingale (1934) .... Harry Crandall
- Bedside (1934) .... Joe
- The Big Shakedown (1934) (não-creditado) .... Carey
- Arizona to Broadway (1933) .... John Sandburg
- A Bedtime Story (1933) .... Max de l'Enclos
- The Mind Reader (1933) .... Don Holman
- Blondie Johnson (1933) .... Scannel
- Men Are Such Fools (1932) .... Joe Darrow
- Scarlet Dawn (1932) (não-creditado) .... Boris, um soldado
- The All-American (1932)
- Those We Love (1932) .... Bert Parker
- Two Lips and Juleps (1932)
- A Passport to Hell (1932) .... Purser
- The Engineer's Daughter (1932)
- They Never Come Back (1932).[6] Jerry Filmore
- So Big (1932) .... Pervus DeJong
- Destry Rides Again (1932) .... Brent
- The Midnight Patrol (1932) .... Judson
- The Expert (1932) .... Fred Minick
- Strangers in Love (1932) .... J.C. Clark
- Union Depot (1932) .... Detetive Jim Parker, G-Man
- The Wide Open Spaces (1931)
- Ladies of the Big House (1931) .... Kid Athens
- The Spider (1931) .... John Carrington
- Transatlantic (1931) .... Handsome
- Dance, Fools, Dance (1931) (como Earl Foxe) .... Wally Baxter
- Good Intentions (1930) .... 'Flash' Norton

### 1920s
- Black Magic (1929) .... Hugh Darrell
- Thru Different Eyes (1929) .... Howard Thornton
- The Ghost Talks (1929) .... Heimie Heimrath
- New Year's Eve (1929) .... Barry Harmon
- Fugitives (1929) .... Al Barrow
- Blindfold (1928) .... Dr. Cornelius Simmons
- The River Pirate (1928) .... Shark
- None But the Brave (1928/I) (não-confirmado)
- News Parade (1928) .... Ivan Vodkoff - Mysterious Stranger
- Hangman's House (1928) .... John D'Arcy
- Four Sons (1928) .... Maj. von Stomm
- Sailors' Wives (1928) .... Max Slater
- Ladies Must Dress (1927) .... George Ward, Jr
- A Hot Potato (1927)
- Slaves of Beauty (1927) .... Paul Perry
- Not the Type (1927)
- Car Shy (1927)
- Society Architect (1927)
- Upstream (1927) .... Eric Brasingham
- Motor Boat Demon (1927)
- The Tennis Wizard (1926) .... Reginald Van Bibber
- King Bozo (1926)
- The Swimming Instructor (1926)
- Rah! Rah! Heidelberg! (1926)
- A Trip to Chinatown (1926) .... Welland Strong
- The Mad Racer (1926)
- The Reporter (1926)
- The Feud (1926)
- A Parisian Knight (1925) .... Van Bibber
- Wages for Wives (1925) .... Hughie Logan
- The Wrestler (1925)
- The Sky Jumper (1925)
- A Spanish Romeo (1925)
- The Guest of Honor (1925)
- The Burglar (1924)
- Paul Jones, Jr. (1924)
- The Last Man on Earth (1924) .... Elmer Smith
- The Race (1924)
- Oh, You Tony! (1924) .... Jim Overton
- The Hunt (1924)
- The Fight (1924)
- A Lady of Quality (1924) .... Sir John Ozen
- Fashion Row (1923) .... James Morton
- Innocence (1923) .... Paul Atkins
- The French Doll (1923) (não-creditado não-confirmado) .... Papel indeterminado
- Vanity Fair (1923) .... Capitão Dobbin
- The Man She Brought Back (1922) .... John Ramsey
- The Prodigal Judge (1922) .... Bruce Carrington
- The Black Panther's Cub (1921) .... Lord Maudsley

### 1910s
- Peck's Bad Girl (1918) .... Dick
- From Two to Six (1918) .... Howard Skeele
- The Studio Girl (1918) .... Frazer Ordway
- The Honeymoon (1917) .... Richard Greer
- Outwitted (1917/II) .... Billy Bond
- The Fatal Ring (1917) .... Nicholas Knox
- Blind Man's Luck (1917) .... Boby Guerton
- Panthea (1917) .... Gerald Mordaunt
- Ashes of Embers (1916) .... Richard Leigh
- Public Opinion (1916) .... Dr. Henry Morgan
- The Dream Girl (1916) .... Tom Merton
- Alien Souls (1916) .... Aleck Lindsay
- The Love Mask (1916) .... Silver Spurs
- Unto Those Who Sin (1916) .... Ashton
- The Black Orchid (1916)
- The Trail of the Lonesome Pine (1916) .... Dave Tolliver
- Diamonds Are Trumps (1916)
- Locked In (1915)
- The Lost Messenger (1915)
- The Tiger Slayer (1915)
- Celeste (1915)
- The Amateur Detective (1914)
- Out of Petticoat Lane (1914)
- Rosemary, That's for Remembrance (1914)
- The Combination of the Safe (1914) .... ladrão de Diamantes
- The Livid Flame (1914)
- To Be Called For (1914)
- His Father's Rifle (1914)
- The Rose Bush of Memories (1914)
- The Escape (1914)
- The Swindlers (1914)
- The Lover's Gift (1914)
- The Girl in the Shack (1914)
- Home, Sweet Home (1914)
- The Floor Above (1914) .... Bartlett
- The Old Man (1914)
- The Green-Eyed Devil (1914)
- Unto the Third Generation (1913)
- His Wife's Child (1913)
- The Spender (1913)
- The Scimitar of the Prophet (1913)
- The Pursuit of the Smugglers (1913) .... James
- The Face at the Window (1913)
- The Fire Coward (1913)
- The Game Warden (1913)
- The Cub Reporter's Temptation (1913)
- A Desperate Chance (1913)
- A Sawmill Hazard (1913)
- A Business Buccaneer (1912)
- All for a Girl (1912) (as Mr. Foxe) .... Billy Joy, a Reporter
- A Battle of Wits (1912)
- The Tell-Tale Message (1912)
- The Young Millionaire (1912)
- The County Fair (1912)
- The Street Singer (1912) .... Karl